# Steven Bergwijn
Steven Charles Bergwijn (Amsterdam, 8 de outubro de 1997) é um futebolista holandês que atua como atacante. Atualmente, joga no Al-Ittihad.

## Carreira

### Juventude
Bergwijn começou a jogar futebol no ASC Waterwijk.

### PSV Eindhoven
Estreou em 29 de outubro de 2014, na vitória por 5–1 sobre o Almere City pela Copa KNVB, usou a camisa número 49

## Seleção Holandesa
Foi convocado para o Campeonato Europeu Sub-19 de 2016. Fez 2 gols na vitória por 3–1, sobre a Croácia pelo primeiro jogo do Europeu Sub-19.

## Estatísticas
Atualizado até 17 de outubro de 2016

### Clubes
| PSV Eindhoven                   | 2014–15           | 1  | 0  | 1 | 0 | – | – | 2  | 0  |  |  |  |  |  |  |  |
| PSV Eindhoven                   | 2015–16           | 5  | 0  | 2 | 0 | 1 | 0 | 8  | 0  |  |  |  |  |  |  |  |
| PSV Eindhoven                   | 2016–17           | 8  | 1  | 1 | 0 | 1 | 0 | 10 | 1  |  |  |  |  |  |  |  |
| PSV Eindhoven                   | Total             | 14 | 1  | 4 | 0 | 2 | 0 | 19 | 1  |  |  |  |  |  |  |  |
| PSV Eindhoven II                | 2014–15           | 7  | 3  | – | – | – | – | 7  | 3  |  |  |  |  |  |  |  |
| PSV Eindhoven II                | 2015–16           | 20 | 9  | – | – | – | – | 20 | 9  |  |  |  |  |  |  |  |
| PSV Eindhoven II                | Total             | 27 | 12 | – | – | – | – | 27 | 12 |  |  |  |  |  |  |  |
| Tottenham Hotspur Football Club | 2019–20           | 8  | 3  | – | – | 1 | 0 | 9  | 3  |  |  |  |  |  |  |  |
| Tottenham Hotspur Football Club | 2020–21           | 13 | 1  | – | – | 2 | 0 | 15 | 1  |  |  |  |  |  |  |  |
| Tottenham Hotspur Football Club | 2021–22           | 4  | 3  | – | – | – | – | 4  | 3  |  |  |  |  |  |  |  |
| Tottenham Hotspur Football Club | Total             | 25 | 7  | 0 | 0 | 3 | 9 | 28 | 7  |  |  |  |  |  |  |  |
| Total na carreira               | Total na carreira | 56 | 19 | 4 | 0 | 5 | 0 | 75 | 20 |  |  |  |  |  |  |  |

### Seleção Holandesa
Expanda a caixa de informações para conferir todos os jogos deste jogador, pela sua seleção nacional.
Sub-17
|     | Data                    | Local                                     | Resultado | Adversário  | Gol(s) | Competição                |
| --- | ----------------------- | ----------------------------------------- | --------- | ----------- | ------ | ------------------------- |
| 1.  | 11 de setembro de 2013  | Edmund-Plambeck-Stadion, Norderstedt      | 2–2       | Alemanha    | 1      | Amistoso                  |
| 2.  | 13 de setembro de 2013  | Edmund-Plambeck-Stadion, Norderstedt      | 3–2       | Israel      | 0      | Amistoso                  |
| 3.  | 16 de setembro de 2013  | Stadion Hoheluft, Hamburgo                | 1–4       | Itália      | 0      | Amistoso                  |
| 4.  | 17 de outubro de 2013   | Boris Paichadze, Tbilisi                  | 4–0       | Ilhas Faroé | 0      | Elim. Europeu Sub-17 2014 |
| 5.  | 19 de outubro de 2013   | Tsentraluri, Gori                         | 12–0      | San Marino  | 1      | Elim. Europeu Sub-17 2014 |
| 6.  | 26 de fevereiro de 2014 | Estádio Municipal de Lagos, Lagos         | 0–2       | Inglaterra  | 0      | Amistoso                  |
| 7.  | 28 de fevereiro de 2014 | Estádio Municipal de Albufeira, Albufeira | 1–4       | Alemanha    | 0      | Amistoso                  |
| 8.  | 2 de março de 2014      | Estádio Municipal de Bela Vista, Lagoa    | 2–2       | Portugal    | 0      | Amistoso                  |
| 9.  | 20 de março de 2014     | Sportpark Parkzicht, Uden                 | 2–1       | Áustria     | 0      | Elim. Europeu Sub-17 2014 |
| 10. | 22 de março de 2014     | Sportpark Oude Landen, Nuenen             | 2–0       | Suécia      | 1      | Elim. Europeu Sub-17 2014 |
| 11. | 25 de março de 2014     | Sportpark Parkzicht, Uden                 | 3–1       | França      | 2      | Elim. Europeu Sub-17 2014 |
| 12. | 9 de maio de 2014       | Ta' Qali National Stadium, Ta' Qali       | 3–2       | Turquia     | 0      | Europeu Sub-17 2014       |
| 13. | 12 de maio de 2014      | Gozo Stadium, Xewkija                     | 5–2       | Malta       | 2      | Europeu Sub-17 2014       |
| 14. | 18 de maio de 2014      | Ta' Qali National Stadium, Ta' Qali       | 5–0       | Escócia     | 1      | Europeu Sub-17 2014       |
| 15. | 21 de maio de 2014      | Ta' Qali National Stadium, Ta' Qali       | 1–1       | Inglaterra  | 0      | Europeu Sub-17 2014       |

Sub-18
|    | Data                | Local                                     | Resultado | Adversário       | Gol(s) | Competição |
| -- | ------------------- | ----------------------------------------- | --------- | ---------------- | ------ | ---------- |
| 1. | 26 de março de 2015 | Sportpark Zegersloot, Alphen aan den Rijn | 1–1       | Irlanda do Norte | 0      | Amistoso   |

Sub-19
|     | Data                   | Local                                       | Resultado | Adversário       | Gol(s) | Competição                |
| --- | ---------------------- | ------------------------------------------- | --------- | ---------------- | ------ | ------------------------- |
| 1.  | 5 de setembro de 2014  | Sportpark Höhenberg, Colônia                | 2–3       | Alemanha         | 0      | Amistoso                  |
| 2.  | 8 de setembro de 2014  | Tallaght Stadium, Dublin                    | 0–1       | Irlanda          | 0      | Amistoso                  |
| 3.  | 3 de setembro de 2015  | Stadio Simonetta Lamberti, Cava de' Tirreni | 0–0       | Itália           | 0      | Amistoso                  |
| 4.  | 7 de setembro de 2015  | Sportpark Tijenraan, Raalte                 | 1–2       | Alemanha         | 0      | Amistoso                  |
| 5.  | 7 de outubro de 2015   | L'Argenté, Mont-de-Marsan                   | 9–0       | Gibraltar        | 2      | Elim. Europeu Sub-19 2016 |
| 6.  | 9 de outubro de 2015   | Municipal, Saint-Paul-lès-Dax               | 2–0       | Liechtenstein    | 1      | Elim. Europeu Sub-19 2016 |
| 7.  | 12 de outubro de 2015  | L'Argenté, Mont-de-Marsan                   | 1–1       | França           | 0      | Elim. Europeu Sub-19 2016 |
| 8.  | 12 de novembro de 2015 | Sportpark Juliana, 's-Gravenzande           | 2–2       | Inglaterra       | 1      | Amistoso                  |
| 9.  | 16 de novembro de 2015 | Zadní Vinohrady, Chomutov                   | 4–2       | Tchéquia         | 2      | Amistoso                  |
| 10. | 24 de março de 2016    | Sportpark Zuid, Groesbeek                   | 3–2       | Ucrânia          | 0      | Elim. Europeu Sub-19 2016 |
| 11. | 26 de março de 2016    | Sportpark Parkzicht, Uden                   | 1–0       | Irlanda do Norte | 0      | Elim. Europeu Sub-19 2016 |
| 12. | 29 de março de 2016    | Sportpark Zuid, Groesbeek                   | 0–0       | Polónia          | 0      | Elim. Europeu Sub-19 2016 |
| 13. | 12 de julho de 2016    | Donaustadion, Ulm                           | 3–1       | Croácia          | 2      | Europeu Sub-19 2016       |
| 14. | 15 de julho de 2016    | Donaustadion, Ulm                           | 1–2       | Inglaterra       | 0      | Europeu Sub-19 2016       |
| 15. | 18 de julho de 2016    | Städtisches Waldstadion, Aalen              | 1–5       | França           | 0      | Europeu Sub-19 2016       |
| 16. | 21 de julho de 2016    | Hardtwaldstadion, Sandhausen                | 3–3       | Alemanha         | 0      | Europeu Sub-19 2016       |

Sub-20
|    | Data                  | Local                             | Resultado | Adversário | Gol(s) | Competição |
| -- | --------------------- | --------------------------------- | --------- | ---------- | ------ | ---------- |
| 1. | 1 de setembro de 2016 | Sportpark Juliana, 's-Gravenzande | 4–1       | Tchéquia   | 1      | Amistoso   |
| 2. | 4 de setembro de 2016 | Sportpark Juliana, 's-Gravenzande | 1–1       | Tchéquia   | 0      | Amistoso   |

Sub-21
|    | Data                  | Local                 | Resultado | Adversário | Gol(s) | Competição                |
| -- | --------------------- | --------------------- | --------- | ---------- | ------ | ------------------------- |
| 1. | 6 de outubro de 2016  | AFAS Stadion, Alkmaar | 0–0       | Turquia    | 0      | Elim. Europeu Sub-21 2017 |
| 2. | 11 de outubro de 2016 | Ammochostos, Lárnaca  | 4–1       | Chipre     | 2      | Elim. Europeu Sub-21 2017 |

## Títulos
PSV Eindhoven
- Eredivisie: 2014–15, 2015–16, 2017–18
- Supercopa dos Países Baixos: 2016

Al-Ittihad
- Campeonato Saudita: 2024–25[26]
- Copa do Rei: 2024–25[27]

### Prêmios individuais
- Jogador de ouro do Campeonato Europeu Sub-17 de 2014[28]
- Equipe do torneio do Campeonato Europeu Sub-17 de 2014
- Jogador do mês da Eredivisie: Fevereiro de 2018
- Talento do mês da Eredivisie: Agosto de 2018, Dezembro de 2018